# Adalberto Giovannini
Pour les articles homonymes, voir Giovannini.
Adalberto Giovannini, né le 6 mars 1940 à Spiez et mort le 8 janvier 2025, est un historien suisse de la Grèce antique et de la Rome antique.

## Biographie
Adalberto Giovannini acquiert son doctorat en 1965 avec Recherches sur les origines du fédéralisme en Grèce à l'Université de Fribourg en Suisse. De 1967 à 1971, il est assistant scientifique au séminaire d'histoire antique à l'Université de Heidelberg. De 1971 à 1976 il enseigne en tant que professeur assistant et de 1976 à sa retraite comme professeur d'histoire romaine à l'Université de Genève.
Ses domaines de recherche sont les constitutions romaine et grecque, ainsi que l'histoire économique antique.
Il meurt le 8 janvier 2025.